# Bałtycka Wyższa Szkoła Humanistyczna w Koszalinie
Bałtycka Wyższa Szkoła Humanistyczna – uczelnia niepaństwowa w Koszalinie, funkcjonująca w latach 1994–2011.

## Historia
Powstała w 1994, na podstawie decyzji Ministerstwa Edukacji Narodowej Nr DNS-3-0145-243/AM/94 z dnia 19 lipca 1994, wpisana do rejestru MEN pod pozycją 50.
Uczelnia kształciła w systemie studiów trzyletnich zawodowych – licencjackich i dwuletnich uzupełniających magisterskich. Studia w systemie trzyletnim można było odbywać w trybie dziennym lub zaocznym. Uczelnię od daty jej powstania opuściło około 22 tysiące absolwentów w tym 4,5 tysiąca magistrów.
7 grudnia 2011 została wykreślona z rejestru z dniem 27 września 2011 w związku z zakończeniem postępowania upadłościowego uczelni, świadczącego zarazem o zakończeniu procesu jej likwidacji.

## Kadra
Kadra dydaktyczna uczelni liczyła 184 pracowników, w tym  39 profesorów tytularnych, 40 doktorów habilitowanych, 60 doktorów, 45 magistrów.

## Organizacja Uczelni

### Wydział Administracji
- Katedra Administracji
- Katedra Ekonomii, Finansów i Rachunkowości
- Katedra Nauk Społecznych
- Katedra Organizacji i Zarządzania
- Katedra Prawa

### Wydział Humanistyczny
Uczelnia kształciła w następujących kierunkach: Administracja, Socjologia, Pedagogika, Pielęgniarstwo.
Uczelnia prowadziła studia podyplomowe:
- Organizacja i zarządzanie instytucjami pomocy społecznej
- Administracja publiczna
- Zarządzanie zasobami ludzkimi
- Zarządzanie bezpieczeństwem i higieną pracy
- Informatyczne wspomaganie administracji
- Przygotowanie pedagogiczne
- Diagnoza i terapia pedagogiczna
- Logopedia szkolna
- Oligofrenopedagogika
- Organizacja i zarządzanie gospodarką turystyczną
- Organizacja i zarządzanie oświatą
- Pedagogika opiekuńczo-wychowawcza
- Resocjalizacja i profilaktyka społeczna
- Socjoterapia